# Eszter Haraszty
Eszter Haraszty (Miskolc, 1920 - Los Ángeles, 24 de novembre de 1994) va néixer amb el nom d'Edith Herczka, va ser una dissenyadora nascuda a Hongria, el treball de la qual incloïa tèxtil, roba, pintures, disseny d'interiors, vitralls i rajoles, coneguda per utilitzar sovint la seva signatura de la rosella islandesa i pel seu càrrec com a cap del departament tèxtil a l'empres Knoll.

## Carrera
Eszter Haraszty va néixer a Miskolc (Hongria) i va estudiar a la Universitat de Belles Arts a Budapest. Després de graduar-se, va començar la seva carrera en vestuari i escenografia a Hongria. Va emigrar als EUA l'any 1946, on es va especialitzar en disseny tèxtil i tèxtil per a la llar.
Hans Knoll va veure els seus dissenys i la va contractar-la com a dissenyadora tèxtil per a la seva empresa, on va començar a treballar sota les ordres de Marianne Strengell. Cap al 1949, Haraszty se nomenada directora de KnollTextiles (el departament tèxtil de Knoll), una posició on va treballar fins a l'any 1955 i va dissenyar la sala d'exposicions de la marca a París. L'estil de Knolls dels anys 1950 i 60 es pot atribuir a Haraszty, que va rescatar estampats antics en colors més atrevits, incloent el seu omnipresent color vermell-taronja, revolucionant teixits i textures de tapisseria comercial. Els seus dissenys eren sovint florals i és reconeguda pel seu motiu de rosella islandesa. Sota Haraszty, KnollTextiles va explorar teixits llavors novells, com el niló, barrejant-los amb altres materials.
L'amor de la senyoreta Haraszty per les flors, en particular la rosella, i el seu nombrós talent es demostraven típicament a casa seva, al Coldwater Canyon, Califòrnia, on va traslladar-se amb el seu marit després de deixar l'empresa Knoll. Va reformar la casa, juntament amb el seu marit i va omplir la casa de flors fresques i va afegir les seves pròpies rajoles florals al terra, va brodar flors en coixins i entapissats, i va penjar les seves pintures de flors a les parets. Va pintar roselles, que li recordaven la seva casa natal a Budapest, en gerros de ceràmica farcits de roselles reals.
L'any 1958, va obrir el seu propi estudi a Nova York. A més de cases particulars als Estats Units i Europa, els seus projectes van incloure una àrea de jocs infantils per a American President Line, interiors de restaurants del Pavelló Americà a la Exposició Universal de 1958 de Brussel·les i pancartes florals per al 15è aniversari del Dorothy Chandler Pavilion a Los Angeles. Va exercir com a consultora a Victor Gruen Associates i IBM i va dissenyar una línia de la roba per a dones per B.H. Wragge. Va dissenyar una zona d'esbarjo per a infants per American President Lines. Conferenciant freqüent als clubs de jardí, Haraszty també va treballar amb el Costume Council del Museu d'Art del comtat de Los Angeles i va impartir un curs titulat “Design From Nature” a la universitat UCLA.
En el transcurs de la seva carrera, Haraszty va rebre cinc medalles d'or de l'Associació de Dissenyadors d'Interior pels seus dissenys tèxtils, així com també un premi del Museu d'Art de Pasadena. Molts dels seus estampats i mostres tèxtils formen part actualment de col·leccions de museu, incloent el Museu d'Art Modern (MoMA); el Myseu Cooper-Hewitt, el Museu Smithsonian d'Art Americà; el Victòria and Albert Museum, i el Château Dufresne.
Haraszty va traslladar-se a Califòrnia on el seu treball artístic incorporà el brodat crewel per crear el què va anomenar "needlepainting." Va escriure llibres en la matèria i va crear estoigs de needlepainting per poder reprodruir les obres.

## Vida personal
Haraszty va deixar Knoll per traslladar-se a Coldwater Canyon, Califòrnia on ella i el seu marit van reformar la seva futura casa amb el seu propi estil i signatura: els colors brillants i florals. Va morir el 24 de novembre de 1994 d'un linfoma no-Hodgkin i segons la seva petició, va ser incinerada i les cendres escampades sobre un llit de roselles.

## Llibres
- Needlepainting: a garden of stitches, Eszter Haraszty, Bruce David Colen. 1974[11]
- The Embroiderer's Portfolio of Flower Designs, Eszter Haraszty. 1981[12]